# Collegio uninominale Veneto 1 - 04 (2020)
Il collegio elettorale uninominale Veneto 1 - 04 è un collegio elettorale uninominale della Repubblica Italiana per l'elezione della Camera dei deputati.

## Territorio
Come previsto dalla legge n. 51 del 27 maggio 2019, il collegio è stato definito tramite decreto legislativo all'interno della circoscrizione Veneto 1.
È formato dal territorio di 41 comuni della provincia di Treviso: Altivole, Asolo, Borso del Grappa, Caerano di San Marco, Castelcucco, Castelfranco Veneto, Castello di Godego, Cavaso del Tomba, Cison di Valmarino, Cornuda, Crocetta del Montello, Farra di Soligo, Follina, Fonte, Giavera del Montello, Loria, Mareno di Piave, Maser, Miane, Monfumo, Montebelluna, Moriago della Battaglia, Nervesa della Battaglia, Pederobba, Pieve del Grappa, Pieve di Soligo, Possagno, Refrontolo, Resana, Riese Pio X, San Zenone degli Ezzelini, Santa Lucia di Piave, Segusino, Sernaglia della Battaglia, Susegana, Trevignano, Valdobbiadene, Vazzola, Vedelago, Vidor e Volpago del Montello.
Il collegio è parte del collegio plurinominale Veneto 1 - 01.

## Eletti
| Elezione | Elezione | Deputato     | Partito |
| -------- | -------- | ------------ | ------- |
|          | 2022     | Dimitri Coin | Lega    |

## Dati elettorali

### XIX legislatura
Come previsto dalla legge elettorale, 147 deputati sono eletti con sistema a maggioranza relativa in altrettanti collegi uninominali a turno unico.
| Candidati                                 | Candidati              | Voti    | %     | Liste                                 | Voti    | %     |
| ----------------------------------------- | ---------------------- | ------- | ----- | ------------------------------------- | ------- | ----- |
|                                           | Dimitri Coin ✔️ Eletto | 103 784 | 62,55 | Fratelli d'Italia                     | 58 179  | 35,07 |
| Lega per Salvini Premier                  | Dimitri Coin ✔️ Eletto | 103 784 | 62,55 | 29 963                                | 18,06   |       |
| Forza Italia                              | Dimitri Coin ✔️ Eletto | 103 784 | 62,55 | 11 881                                | 7,16    |       |
| Noi moderati/Lupi - Toti - Brugnaro - UDC | Dimitri Coin ✔️ Eletto | 103 784 | 62,55 | 3 761                                 | 2,27    |       |
|                                           | Giovanni Zorzi         | 30 043  | 18,11 | Partito Democratico-IDP               | 20 680  | 12,46 |
| +Europa                                   | Giovanni Zorzi         | 30 043  | 18,11 | 4 702                                 | 2,83    |       |
| Alleanza Verdi e Sinistra                 | Giovanni Zorzi         | 30 043  | 18,11 | 4 188                                 | 2,52    |       |
| Impegno Civico - Centro Democratico       | Giovanni Zorzi         | 30 043  | 18,11 | 473                                   | 0,29    |       |
|                                           | Nadine Tabacchi        | 12 727  | 7,67  | Azione - Italia Viva - Calenda        | 12 727  | 7,67  |
|                                           | Maurizio Mestriner     | 7 304   | 4,40  | Movimento 5 Stelle                    | 7 304   | 4,40  |
|                                           | Monica Morando         | 4 083   | 2,46  | Italexit                              | 4 083   | 2,46  |
|                                           | Loris Mazzorato        | 4 071   | 2,45  | Vita                                  | 4 071   | 2,45  |
|                                           | Lucia Marta Nardo      | 1 830   | 1,10  | Italia Sovrana e Popolare             | 1 830   | 1,10  |
|                                           | Gabriele Zanella       | 1 440   | 0,87  | Unione Popolare                       | 1 440   | 0,87  |
|                                           | Silvana Andreozzi      | 629     | 0,38  | Alternativa per l'Italia (PdF - Exit) | 629     | 0,38  |
| Totale                                    | Totale                 | 165 911 | 100   |                                       | 165 911 | 100   |
|                                           |                        |         |       |                                       |         |       |
| Schede bianche                            | Schede bianche         | 2 269   | 1,31  |                                       |         |       |
| Schede nulle                              | Schede nulle           | 4 961   | 2,87  |                                       |         |       |
| Votanti                                   | Votanti                | 173 141 | 70,26 |                                       |         |       |
| Elettori                                  | Elettori               | 246 439 |       |                                       |         |       |